# Robin O’Donoghue
Robin O’Donoghue (* 1945 in Uxbridge, Middlesex, England) ist ein britischer Tonmeister.

## Leben
O’Donoghue begann seine Karriere Mitte der 1960er Jahre, sein Debüt hatte er als im Abspann nicht genannter Tonassistent bei Roman Polańskis Thriller Wenn Katelbach kommt… im Jahr 1966. Ab Anfang der 1970er Jahre arbeitete er als Tonmeister und war zunächst an einigen Kriegs- und Science-Fiction-Filmen beteiligt. Für Die Brücke von Arnheim wurde er 1978 mit dem BAFTA Film Award in der Kategorie Bester Ton ausgezeichnet. Bis 1999 folgten fünf weitere Nominierungen für diese Auszeichnung, die er jedoch kein weiteres Mal gewinnen konnte.
O’Donoghue wirkte an zahlreichen Literaturverfilmungen mit, darunter George Orwells 1984, Victor Hugos Les Misérables sowie fünf Shakespeare-Verfilmungen: Henry V., Viel Lärm um nichts, Othello, Was ihr wollt und Hamlet. 1983 erhielt er seine erste Oscar-Nominierung in der Kategorie Bester Ton, ging für Gandhi aber leer aus. Auch bei der zweiten Nominierung für den Oscar 1988 für Shakespeare in Love konnte er den Preis nicht gewinnen.
Neben über 120 Spielfilmen arbeitete er auch an zahlreichen Fernsehproduktionen, darunter die Miniserien Noble House, Scarlett und Lippenstift am Kragen. Für letztere Serie war er 1994 für den BAFTA TV Award nominiert.

## Filmografie (Auswahl)
- 1977: Die Brücke von Arnheim (A Bridge Too Far)
- 1982: Gandhi
- 1984: 1984
- 1989: Henry V. (Henry V)
- 1990: Julia und ihre Liebhaber (Tune in Tomorrow…)
- 1992: The Crying Game
- 1993: Viel Lärm um nichts (Much Ado About Nothing)
- 1994: Backbeat
- 1994: King George – Ein Königreich für mehr Verstand (The Madness of King George)
- 1995: Othello
- 1996: Hamlet
- 1996: Was ihr wollt (Twelfth Night)
- 1998: Fear and Loathing in Las Vegas
- 1998: Les Misérables
- 1998: Shakespeare in Love
- 1999: Notting Hill
- 2001: Gosford Park
- 2003: Tatsächlich… Liebe (Love Actually)

## Auszeichnungen

### Oscar
- 1983: Oscar-Nominierung in der Kategorie Bester Ton für Gandhi
- 1988: Oscar-Nominierung in der Kategorie Bester Ton für Shakespeare in Love

### BAFTA Award
- 1978: BAFTA Film Award in der Kategorie Bester Ton für Die Brücke von Arnheim
- 1983: BAFTA-Film-Award-Nominierung in der Kategorie Bester Ton für Gandhi
- 1990: BAFTA-Film-Award-Nominierung in der Kategorie Bester Ton für Heinrich V.
- 1995: BAFTA-Film-Award-Nominierung in der Kategorie Bester Ton für Backbeat
- 1996: BAFTA-Film-Award-Nominierung in der Kategorie Bester Ton für King George – Ein Königreich für mehr Verstand
- 1999: BAFTA-Film-Award-Nominierung in der Kategorie Bester Ton für Shakespeare in Love